# إيوان إيتكن
إيوان إيتكن (بالإنجليزية: Euan Aitken)‏ هو لاعب دوري الرغبي أسترالي، ولد في 16 يونيو 1995 في Pambula, New South Wales ‏ في أستراليا.